# Шлях до слави (фільм, 1936)
«Шлях до слави» (англ. The Road to Glory) — військова драма режисера Говарда Гоукса, яка вийшла у 1936 році.

## У ролях
- Фредрік Марч — лейтенант Мішель Денет
- Ворнер Бакстер — капітан Пол Ла Рош
- Лайонел Беррімор — Папа Ла Рош / Рядовий Морін
- Джун Ленг  — Моніка Ла Косте
- Грегорі Ратофф — російський сержант
- Віктор Кіліян — старший сержант